# Хуго V (Бургундия)
Хуго V (на френски: Hugues V de Bourgogne; * 1294; † 9 май 1315, Аржии) от Старата бургундска династия, е херцог на Бургундия, титулярен крал на латинското Солунско кралство през 1306 – 1315 г.

## Живот
Хуго V е син на херцог Роберт II и принцеса Агнес Френска (1260 – 1327), дъщеря на френския крал Луи IX и Маргарита Прованска. По-малък брат е на Маргарете, омъжена от 1305 г. за Луи X, крал на Франция.
Още млад Хуго V е сгоден през 1303 г. за Катерина дьо Валоа-Куртене, титулярна императрица на Латинската империя, дъщеря на Шарл Валоа и Катрин дьо Куртене. Баща ѝ разваля годежа с голяма компенсация – Хуго V е сгоден за Жана II Наварска (1305 – 1347), дъщеря на по-късния крал Луи Х, при което църковният брак е съмнителен, понеже Жана е дъщеря на сестра му Маргарете; сестра му Жана получава Куртене и се омъжва за Филип VI, крал на Франция, син на Шарл Валоа; брат му Лудвиг се жени за княгиня Матилда от Хенегау, наследничка на Ахейското княжество и Деспотството Морея.
Понеже след смъртта на баща му Хуго V е още малолетен, майка му поема за него регентството. На 9 октомври 1305 г. той става пер на Франция. Крал Филип IV го прави през 1313 г. рицар. Хуго V умира след две години без да се ожени. Той е наследен от по-малкия му брат Одо IV (1315 – 1349).